# Skramlestenen
Skramlestenen, med signum Vr NOR1994;27, är en runsten som hittades 1993 vid en utgrävning av ödegården Skramle på Skramle udde, i Gunnarskogs socken i Värmland. Skramlegården omtalas i muntlig tradition som den äldsta gården i Gunnarskog, men ödelades under digerdöden och har sedan dess varit obebodd. Våren 1990 inleddes en utgrävning av området på Skramle udde och då återfanns bland annat sländtrissor, vävtyngder och pilspetsar. Det intressantaste och helt oväntade fyndet var dock runstenen. Utgrävningen av Skramle gård avslutades år 1998. Stenen står numera vid Gunnarskogs Hembygdsgård.

## Stenen
Stenens material består av finkornig gnejs och ristningen är daterad till tidsskedet mellan 520 och 570.  Den är ristad med urnordiska runor, som blott en av ett tjugotal stenar är inom hela Sverige. Inskriften lyder i grova drag, (texten innehåller lokala avvikelser från den äldre runraden och kan därför inte återges korrekt i Unicode):

## Inskriften
ᛟᚦᚨ ᚨᛁᛅᚱᛁ᛫ᚠᚨᚱᛉᚨᛁᛟ
---þaah=ar(f)arka(i)o
Texten är inte fullständigt tolkad, men den tolkning av inskriptionen som återfinns på anslaget vid stenen lyder:
Othawin ristade, jag känner till fara